# Mornay (Francia)
Mornay /mɔʁˈnɛ/ è un comune francese di 130 abitanti situato nel dipartimento della Saona e Loira nella regione della Borgogna-Franca Contea.

## Società

### Evoluzione demografica
Abitanti censiti